# Berkswell
Berkswell is een civil parish in het bestuurlijke gebied Solihull, in het Engelse graafschap West Midlands met 3139 inwoners.